# Весели и в боя
„Весели и в боя“ е боен и церемониален марш на Българската армия.

## Създаване
През Балканската война (1912 – 1913) 34-ти пехотен троянски полк участва в Чаталджанската операция и Обсадата на Одрин. На фронта е и полковият духов оркестър. Диригент е капелмайстор капитан Камен Луков.
В дните между боевете, адютантът на командира на полка, храбрецът капитан Цоко Коев, със завладяваща усмивка често провокира капитан Луков за написването на нов боен марш. В окопите при Чаталджа и Одрин капитан Луков написва нов марш. Посветен е на капитан Коев и е наименуван „Весели и в боя“. Изпълнен е по време на войната за пръв път от оркестъра на 34-ти пехотен троянски полк. След Междусъюзническата война (1913) полкът се завръща в гарнизона си в гр. Ловеч. Тук маршът е официално разписан за изпълнение с духови инструменти. Към него не е писан текст.

## Популярност
Маршът придобива огромна популярност в частите на Българската армия. Музиката внушава енергичност, смелост, храброст и непреклонност. Под неговите звуци по време на война често се провеждат страховитите атаки „На нож“. Бързо се превръща в любим марш на войниците.[източник? (Поискан днес)]
Изпълнява се неизменно от оркестрите на полковете от Българската армия на полковите празници, строевите прегледи и пред гражданите в населените места. След Първата световна война е приет като официален церемониален марш на Българската армия. Под неговите звуци започва парадът на армейските части на Гергьовденския военен парад, посветен на Деня на храбростта.